# 賈德森 (密蘇里州)
賈德森（英語：Judson）是位於美國密蘇里州沙利文縣的非建制地區。

## 歷史
賈德森的郵局於1861年設立，其後於1905年停運。

## 地理
賈德森所處的海拔為高於海平面305米（即1001英呎），而該地所採用的時區為UTC-6，即北美中部時區（CST）。同時該地設有夏令時間，為UTC-6調快一小時，即UTC-5（CDT）。